# Le Feuillu
Cet article concerne la fête populaire. Pour les arbres, voir Feuillu.
Le Feuillu est une fête populaire ancienne en Europe. marquant le retour du printemps. 

## Traditions

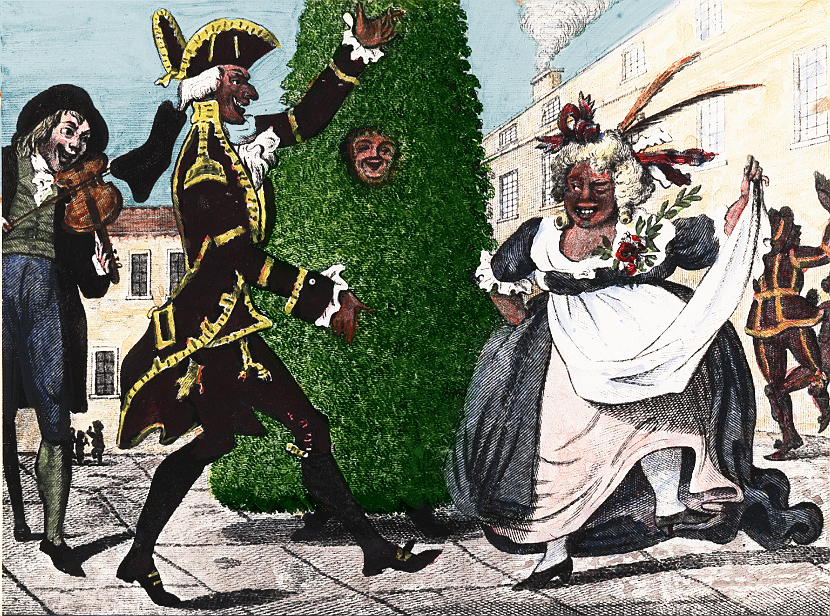
« Jack in the Green » danse avec le roi et la reine de mai au XVIIIe siècle à Londres

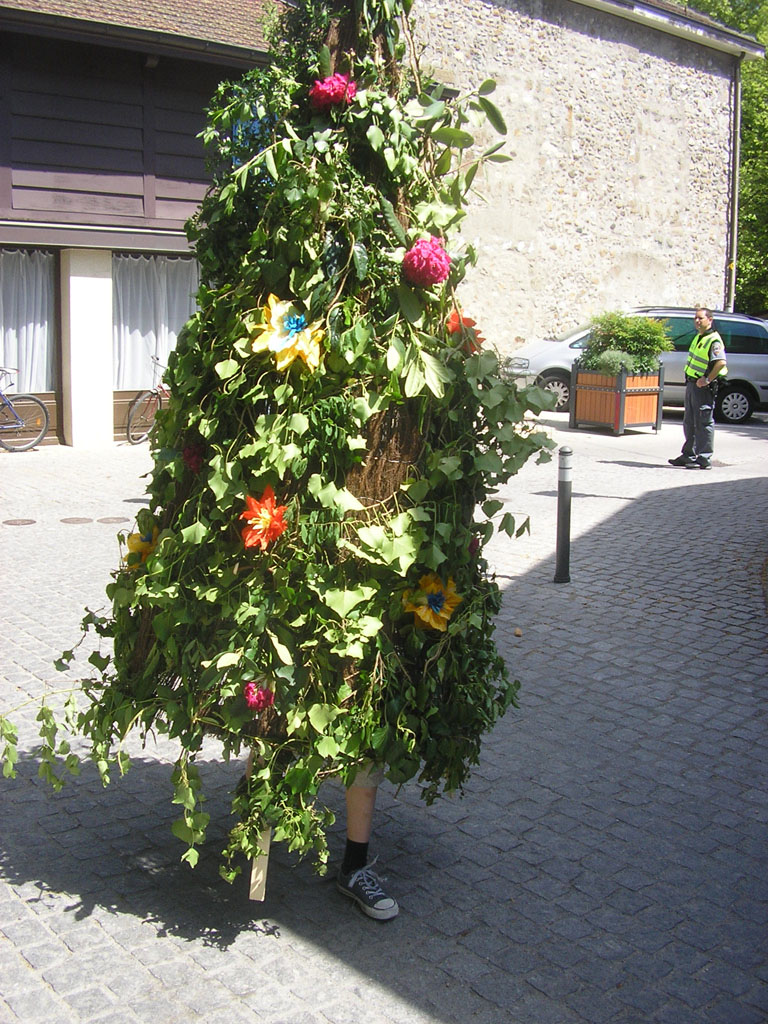
« Le Feuillu » à Onex (canton de Genève), en 2011

Le Feuillu, aussi écrit anciennement « Folliu  », « Folhiu  » ou « Foeillu », 
est une fête qui se rattache à l'antique tradition des « quêtes de mai » répandues dans toute l'Europe. Elle peut également être rapprochée de la « Fête du Fou » (le fou étant dérivé de fagus, hêtre) ainsi qu'à celle des « Maïentzets » ou encore à celle de l'arbre de mai.
En Angleterre, la même fête est nommée « Jack in the Green » (littéralement « Jacques dans le vert »).
Cette fête aurait été à l'origine un rite paysan de type païen, probablement d'origine celtique et dont le but est de célébrer le retour du printemps.

## Réintroduction
La tradition a été réintroduite dans plusieurs communes du canton de Genève, en Suisse, depuis les années 1960.
En Angleterre, « Jack in the Green » a été réintroduit à Whitstable en 1976 et Rochester en 1980 (dans le Kent), ainsi qu'à Hastings en 1983 (Sussex).